# ヘルムート・ガムス
ヘルムート・ガムス（Helmut Gams、1893年9月25日 - 1976年2月13日)はオーストリアの植物学者である。

## 略歴
当時オーストリア領であったモラヴィアのブルノに生まれた。チューリッヒ大学で学び、1918年に学位を得た。1920年から1923年の間、ミュンヘン大学の植物学教授のグスタフ・ヘギ（Gustav Hegi）の助手となり、ヘギの大著「中央ヨーロッパの植物図鑑」（"Illustrierte Flora von Mittel-Europa"）の編集を手伝った。、オーストリア、スイスの国境のボーデン湖近くのヴァッサーブルクにコケ類生物学研究所（Biologische Station Mooslachen）をつくり所長となった。1929年からインスブルック大学で講師となり、1949年に教授となり1964年に名誉教授となった。1956年にドイツの科学アカデミーレオポルディーナの会員に選ばれた。
隠花植物を専門とし、"Kryptogamenflora"のシリーズ（Meinhard MoserやWalter Jülichらも執筆）
の刊行をおこなった。
花粉分析（胞子分析）のパイオニアの一人で、助手のヴァレスキ（Volkmar Vareschi）とともに、沼や湖、氷河の氷などで胞子の収集を行った。植物群落（phytozoenology）の概念の提唱者でもある。
息子のヴァルター・ガムス(Walter Gams)は菌類学者となった。